# Freshwater (Bay de Verde)
Freshwater is een designated place en local service district in de Canadese provincie Newfoundland en Labrador.

## Geschiedenis
Historisch werden buurten Freshwater en Clowns Cove (of Clements Cove) als twee aparte nederzettingen beschouwd. Geleidelijk aan vergroeiden ze tot een enkele bewoningskern. De economie van de plaats was historisch steeds sterk op de visserij gericht.
In 1984 kregen de inwoners van de plaats beperkt lokaal bestuur door de oprichting van een local service district.

## Geografie
Freshwater ligt op het schiereiland Bay de Verde, dat zelf deel uitmaakt van het schiereiland Avalon, aan de oostkust van het eiland Newfoundland. De designated place bestaat uit twee met elkaar vergroeide buurten, namelijk Freshwater en Clowns Cove (ook wel Clements Cove genoemd). Ze liggen beide aan een aparte inham van Conception Bay.
Freshwater grenst in het zuiden aan de gemeente Carbonear, in het westen aan onbewoond gemeentevrij gebied, in het noorden aan Victoria, in het noordoosten aan Salmon Cove en in het oosten aan zee.

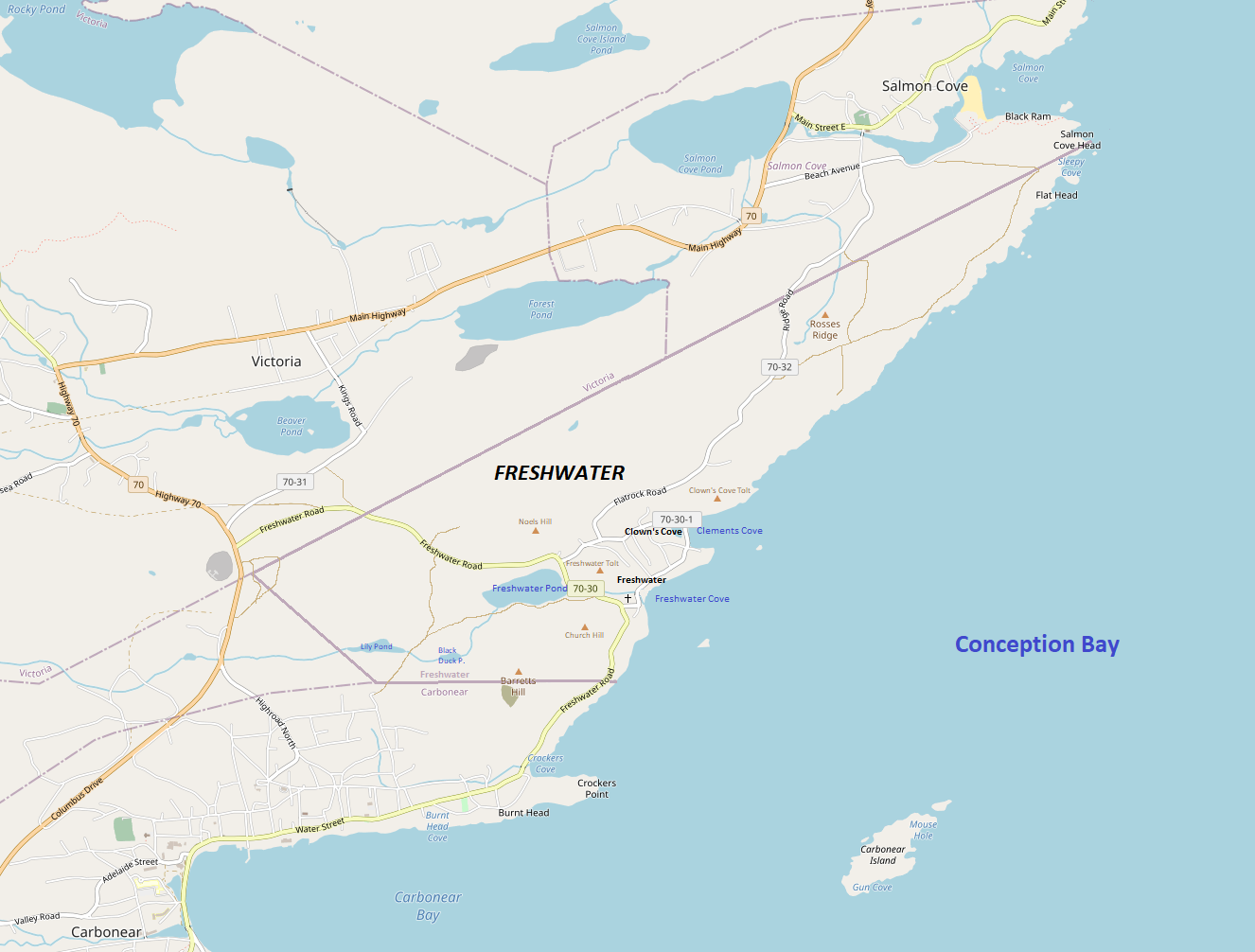
Landkaart van Freshwater

## Demografie
Demografisch gezien is de designated place Freshwater, net zoals de meeste afgelegen plaatsen op Newfoundland, aan het krimpen. Tussen 1991 en 2021 daalde de bevolkingsomvang van 328 naar 145. Dat komt neer op een daling van 183 inwoners (-55,8%) in dertig jaar tijd.
| Demografische ontwikkeling van Freshwater tussen 1991 en 2021   |
| --------------------------------------------------------------- |
|                                                                 |
| Bron: Statistics Canada (1991–1996, 2001–2006, 2011–2016, 2021) |